# Гайфуллін Абдрахман Зайнуллович
Абдрахман Зайнуллович Гайфуллін (башк. Әбдрәхмән Зәйнулла улы Ғайфуллин; 1908—1945) — учасник Другої світової війни, Герой Радянського Союзу, командир кулеметної роти 37-го гвардійського стрілецького полку 12-ї гвардійської стрілецької дивізії 61-ї армії 1-го Білоруського фронту, гвардії лейтенант.

## Біографія
Народився 6 вересня 1908 року в селі Яубуляково, нині Салаватського району Башкортостану, в селянській родині. Башкир. Член ВКП(б) з 1932 року. Після закінчення комвузу в місті Уфі працював заступником директора з політичної частини в Аркаульской МТС Салаватською району Башкортостану.
У Червоній армії в 1930-1932 роках, в 1940 році і з 5 липня 1941 року. Покликаний Салаватським райвійськкоматом Башкирської АРСР. Закінчив курси удосконалення командного складу.
Командир кулеметної роти гвардії лейтенант Гайфуллін А.3. в боях з німецькими загарбниками проявив виняткову мужність і відвагу.
В ніч на 17 квітня 1945 року під сильним вогнем противника на підручних засобах він зі своєю ротою в числі перших форсував річку Одер в районі селища Хоенвутцен північніше міста Вріцен (Німеччина). Кулеметним вогнем рота А.3. Гайфулліна завдала супротивнику великі втрати в живій силі. Завдяки цьому інші підрозділи успішно форсували річку.
17 квітня 1945 року противник зробив 6 запеклих контратак. Групі гітлерівців вдалося увірватися в траншею, зайняту ротою А.3. Гайфулліна. У рукопашному бою на нього напали 4 німецьких солдата, двох з яких він заколов ножем, а інших застрелив впритул з пістолета. У самий напружений момент бою гвардії лейтенант Гайфуллін підняв бійців в атаку контратаку. Керована ним рота вибила супротивника з траншей і розширила плацдарм. В цьому бою А.3. Гайфуллін загинув смертю хоробрих. Похований на місці боїв — у селищі Хоенвутцен.
Указом Президії Верховної Ради СРСР від 31 травня 1945 року за зразкове виконання бойових завдань командування і проявлені мужність і героїзм у боях з німецько-фашистськими загарбниками гвардії лейтенанту Гайфулліну Абдрахману Зайнулловичу посмертно присвоєно звання Героя Радянського Союзу.

## Нагороди
- Медаль «Золота Зірка» Героя Радянського Союзу (31.05.1945).
- Орден Леніна.
- Орден Вітчизняної війни 1-го ступеня.
- Орден Вітчизняної війни 2-го ступеня (08.03.1945)[3] .
- Орден Червоної Зірки (07.11.1944)[4].
- Медалі.

## Пам'ять
- На могилі Героя встановлено обеліск.
- У селі Аркаул встановлено бюст Героя і його ім'ям названа вулиця.